# Geria albifimbria
Geria albifimbria är en fjärilsart som beskrevs av George Francis Hampson 1926. Geria albifimbria ingår i släktet Geria och familjen nattflyn. Inga underarter finns listade i Catalogue of Life.